# 埃尔·洛根
埃尔·洛根（英語：Elle Logan，1987年12月27日—），美国女子赛艇运动员。她曾代表美国参加2008年、2012年和2016年夏季奥林匹克运动会赛艇比赛，获得三枚金牌，均来自女子八人单桨有舵手项目。